# Opzetten

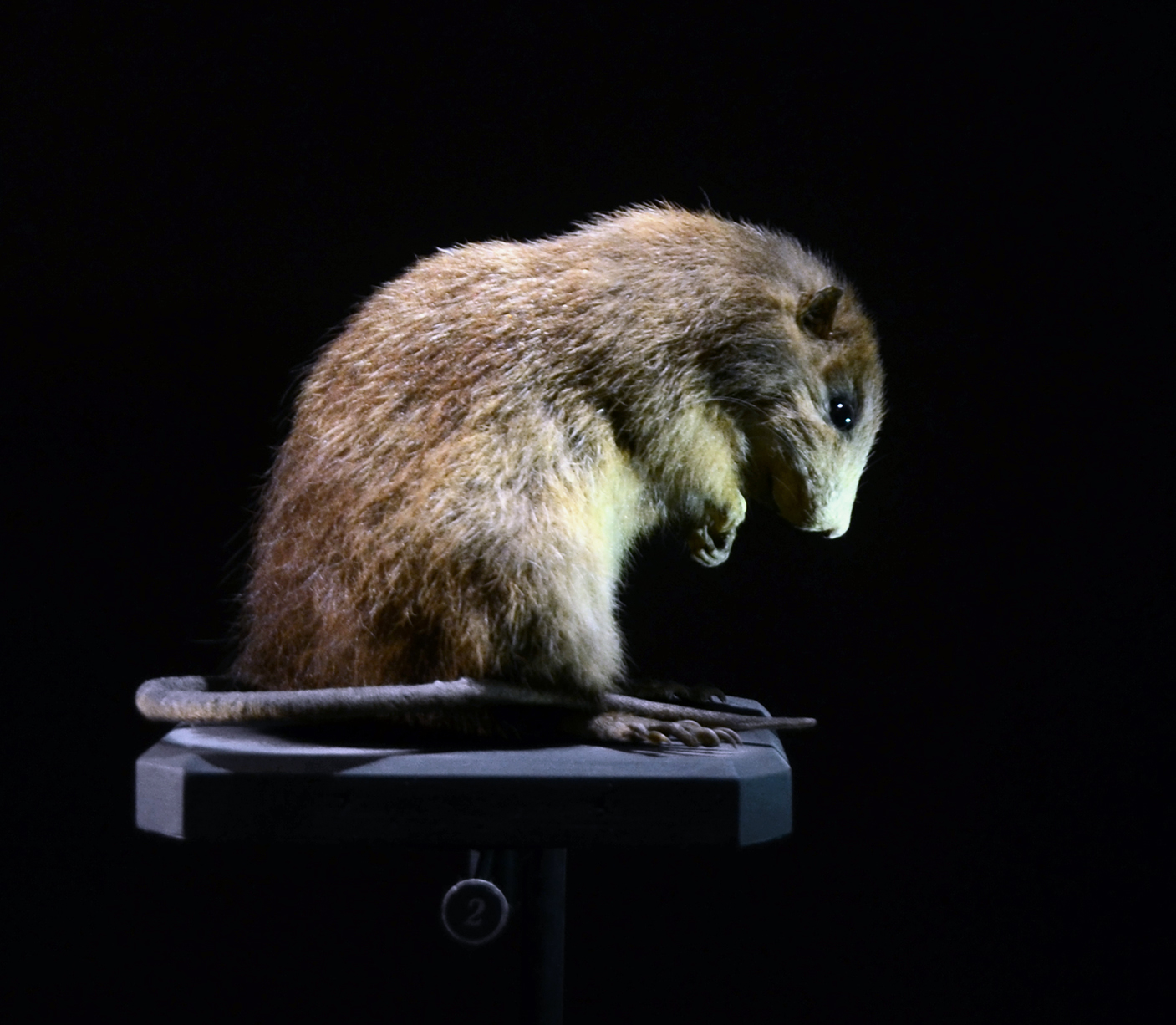
Opgezette Megalomys luciae

Opzetten (ook wel 'volledig opzetten') is een techniek om een dood dier te conserveren, met behoud van de natuurlijke vorm. De huid wordt hiertoe gestroopt en behandeld om uitval van haren of veren te voorkomen, en over een op maat gemaakt kunstlichaam gespannen. Het kunstlichaam is dusdanig gebouwd dat het opgezette dier in een natuurlijke pose te zien is. Bepaalde onderdelen worden door kunstexemplaren vervangen (in ieder geval de ogen). Sommige beenderen (schedel, poten) worden gereinigd en gebruikt voor het kunstlichaam.
Om een dierenlichaam te conserveren voor onderzoek wordt vaak de goedkopere techniek van balgen gebruikt.